# Калінін (крейсер)
Калінін — радянський легкий крейсер проєкту 26-біс. Названий на честь Михайла Калініна. Був третім кораблем в своїй серії. З 6 лютого 1960 року носив назву ПКЗ-21.
Закладений 12 червня 1938 року. Спущений на воду 8 травня 1942 року. Вступив в стрій Тихоокеанського флоту 31 грудня 1942 року.

## Проєктування
Крейсер «Калінін», як і всі кораблі проєктів 26 і 26-біс, проєктувався ЦКБС-1 під керівництвом начальника корпусного відділу А. І. Маслова. За основу було взяте теоретичне креслення італійського крейсера «Еудженіо ді Савойя».

## Історія
Корпусна сталь для крейсера оброблялась на Балтійському заводі № 189 в Ленінграді. Закладений 12 червня 1938 року на заводі номер 199 в Комсомольськ-на-Амурі (заводський номер С-7). Спущений на воду 8 травня 1942 року. Вступив в стрій Тихоокеанського флоту 31 грудня 1942 року. Прапор піднято 2 лютого 1943 року.
На початку 1943 року, після входження «Калініна» в стрій, його вирішено було перевести на північ, оскільки Північний флот за кількістю великих надводних кораблів поступався противнику. Були опрацьовані два варіанти переходу: по Північному морському шляху — 6750 миль (70 діб) і через Панамський канал — 16 500 миль (113 діб). Командування ВМФ вибрало перший маршрут по якому йшла експедиція ЕОН-18.
На заводі № 199 виготовили льодові якорі і два льодових (сталевих) гвинти діаметром 3,5 метри зі з'ємними лопастями. 1 червня нарком ВМФ підписав наказ про відміну переходу.
В 1946 році крейсер зайняв 1-е місце на Тихоокеанському флоті, при цьому завоював 4 флотських призи. З 17 січня 1947 по 23 травня 1953 року він знаходився в складі 5-го ВМФ, потім в складі ТОФ. В 1951-м виходив в море на стрільби під прапором командувача 5-м флотом Ю. А. Пантєлєєва. В жовтні 1954 року крейсер виходив в море з урядовою комісією, що відвідала Тихоокеанський флот, і виконав показову стрільбу головним калібром.
7 травня 1956 року корабель був виведений з бойового складу флоту і законсервований. 1 грудня 1957-го розконсервований і знову введений в стрій. 6 лютого 1960 року «Калінін» був роззброєний і перетворений в плавучу казарму. 12 квітня 1963 року крейсер виключений зі складу флоту.
Макет крейсера, виготовлений матросами, що служили на ньому, представлено у Військово-морському музеї Санкт-Петербурга.

## Командири корабля
- Сухоруков М. Г.
- Волков Олексій Васильович
- Галіцький Анатолій Олександрович
- Аістов А. Г.
- Казьонний Б. В.